# Phare de Round Island (îles Scilly)
Le phare de Round Island (en cornique : Golowji an Voth, le phare de la bosse) est un phare situé sur l'îlot de Round Island dans les Îles Scilly face au comté de Cornouailles en Angleterre.
Il a été conçu par l'ingénieur William Tregarthen Douglass (en) et achevé en 1887. Au moment de la construction, il s'agissait de l'un des trois phares des îles Scilly, les autres étant le phare de Bishop Rock et St Agnes. La lumière a été modernisée en 1966, automatisée en 1987 et l'île désignée comme site d'intérêt scientifique particulier en 1995. Elle est maintenant gérée par les Isles of Scilly Wildlife Trust (en), à l'exception de l'entretien du phare. L'accès à l'île n'est pas autorisé.
Ce phare est géré par la Trinity House Lighthouse Service de Londres, l'organisation de l'aide maritime des côtes de l'Angleterre.
Il est maintenant protégé en tant que monument classé du Royaume-Uni de Grade II depuis 1992.

## Histoire

### L'île
Une caverne ou une chambre funéraire a été détruite lorsque le phare a été construit. Ces vestiges sur les îles Scilly remontent à l'Âge du bronze et à cette époque Round Island était probablement une péninsule sur la rive nord de l'île principale des îles Scilly.
Round Island a été désigné comme un site d'intérêt scientifique particulier en 1995. L'île est importante pour la nidification des oiseaux de mer, en particulier le pétrel tempête (Hydrobates pelagicus). La nidification de pétrel tempête n'avait pas été enregistrée sur Round Island depuis de nombreuses années, jusqu'à ce que l'un des gardiens du phare, mystifié par l'apparition nocturne de plumes noires dans les quartiers, a décidé d'en conserver. Lorsque l'identité de l'oiseau a été découverte, le chat de l'île a été banni. L'enquête Seabird 2000 a comptabilisé 183 nids occupés et un sondage de suivi en 2006 furent d'abord enregistrés sur Round Island en 1850 par Issac North[pas clair] et pendant la construction du phare, il a été dit que les macareux étaient extrêmement apprivoisés. Cette domesticité, et la comestibilité de leurs œufs, ont totalement éradiqué leur présence. L'enquête sur les oiseaux de mer en 2000 a également enregistré 34 nids occupés par le Puffin des Anglais (Puffinus puffinus).
Une autorisation est nécessaire de Trinity House pour venir sur l'île et seuls deux botanistes sont connus pour l'avoir visité.

### Le phare
La tour en pierre de taille de granite de 19 mètres a été conçue par William Tregarthen Douglass, ingénieur en chef des Commissioners of Irish Lights et construit sur une chaîne varisque de 35 mètres de haut. Au moment de la construction, le seul accès possible a été fabriqué par une série d'étapes découpées dans la roche et les fournitures de construction ont été hissées par un palan aérien. Dans l'enceinte du phare, les gardiens disposaient d'un petit jardin potager, dont la terre avait été transporté sur l'île.
La lumière a un plan focal de près de 55 km, et a eu une énorme optique hyperradiale de 4,6 mètres de haut et pesant plus de 8 tonnes. Il a été construit par Chance Brothers (en) de Birmingham. . Un système optique similaire avait été installée pour le phare de Bishop Rock l'année précédente. L'optique a été remplacée en 1966 lorsque le phare a été modernisé, et encore en 1987, lorsque la lumière a été automatisée. La lumière possède maintenant une optique de 360 millimètres qui émet un flash blanc toutes les dix secondes. Le signal de brouillard sonne quatre fois chaque minute.
Identifiant : ARLHS : ENG-118 - Amirauté : A0018 - NGA : 0016 .
|              |
| Round Island |

|                            |
| Phare et bâtiments annexes |

### Lien connexe
- Liste des phares en Angleterre